# Sulla lode di sé senza offesa
Sulla lode di sé senza offesa (Περὶ τοῦ ἑαυτὸν ἐπαινεῖν ἀνεπιφθόνως - De se ipsum citra invidiam laudando) è un opuscolo dei Moralia di Plutarco.

## Struttura
Il saggio si divide in tre parti principali: l'introduzione, la discussione delle circostanze che giustificano l'autoelogio e dei mezzi che lo rendono accettabile e i consigli per evitarlo quando non è richiesto.
L'autoelogio è offensivo per una serie di ragioni. Lo statista, tuttavia, rischierà di farlo quando, per ottenere un fine degno, dovrà stabilire il proprio carattere con il pubblico e, comunque, dobbiamo fare in modo che l'autoelogio non abbia un carattere "frivolo" e offensivo.
L'autoelogio sfugge alla censura quando chi parla si difende, è sfortunato o è vittima di un'ingiustizia; ancora una volta è accettabile quando viene presentato indirettamente, qualora l'oratore mostri che il contrario del comportamento di cui è accusato sarebbe vergognoso; quando è intrecciato con le lodi del pubblico; quando appare come lode di altri di simile merito; quando il merito è dato in parte al caso e in parte agli dei; quando la lode è già stata introdotta da altri e chi parla la corregge; quando vi include alcune sue mancanze; o quando menziona le difficoltà sopportate per ottenere la lode. Ma il sospetto di vanità è anche evitato quando l'autoelogio è benefico, sicché si potrebbe lodare se stesso per suscitare emulazione nei propri ascoltatori, per controllare i testardi, per intimorire un nemico o per sollevare lo spirito dei suoi amici; e per evitare che il vizio venga lodato, potrebbe persino opporre le sue lodi a quelle degli altri.
Infine vengono dati dei precetti per evitare l'autoelogio fuori tempo: quando sentiamo lodare gli altri, quando raccontiamo qualche nostra fortunata impresa (e soprattutto quando parliamo di lodi ricevute) e censuriamo gli altri. Quelli che bramano la gloria devono stare particolarmente attenti ad astenersi dall'elogiare se stessi quando lodati dagli altri. La migliore precauzione è ricordare la cattiva impressione fatta su di noi dalle lodi che gli altri hanno di se stessi. 
Se, come sembra probabile, l'Ercolano a cui è rivolto il saggio è Gaio Giulio Euricle Ercolano Lucio Vibullio Pio, l'opuscolo appartiene alla vecchiaia di Plutarco. 

## Analisi critica
In questo saggio Plutarco prende un argomento delle scuole retoriche, "Come lodarsi in modo inoffensivo" e lo tratta da moralista. Né Platone né Aristotele discutono dell'autoelogio, anche se l'approccio più vicino è il passaggio dell'Etica Nicomachea sull'uomo alazōn e su quello eirōn (l'uomo "vanaglorioso" e il "finto modesto"). Questi sono giudicati da Aristotele in base alla verità o falsità delle loro affermazioni, mentre Plutarco suppone il suo statista virtuoso e veritiero e si occupa dei fini che lo giustificano nel lodare se stesso e gli espedienti che, rendendo appetibile l'autoelogio, gli consentono di usarlo in modo da raggiungere questi fini.
Questo adattamento dei precetti retorici a un uso morale porta a un certo allargamento del punto di vista. Così nel primo e più retoricamente elaborato passo del saggio Plutarco parla di "statista"; più tardi parla più in generale di "noi"; di nuovo a volte ha in mente una vera orazione, ma altrove scrive come se la scena dell'autoelogio fosse una normale conversazione. Senza dubbio Plutarco pensava che solo lo statista fosse giustificato a lodare se stesso; in ogni caso l'espansione è abbastanza naturale: i precetti retorici sono stati formulati per il discorso vero e proprio, mentre il moralista si occupa di ogni elogio di sé, anche quando si verifica nella vita quotidiana.